# Christian Theodore Pedersen
Pour les articles homonymes, voir Pedersen.
Christian Theodore Pedersen est un marin norvégien explorateur de l'Arctique, né en 1876 et mort en 1969.

## Carrière
Pedersen dirige des baleiniers et différents bateaux de commerce en Alaska, au Canada et dans le Pacifique nord entre les années 1890 et les années 1930. Il tire une bonne part de ses revenus du commerce de fourrures, auquel il continue de s'intéresser même après avoir cessé de naviguer. Sa contribution au développement du commerce et des installations humaines dans la zone arctique est considérable.
Pedersen meurt le 20 juin 1969, des suites d'une agression subie chez lui dans sa maison de Pacifica en Californie.